# Edgar Gutbub

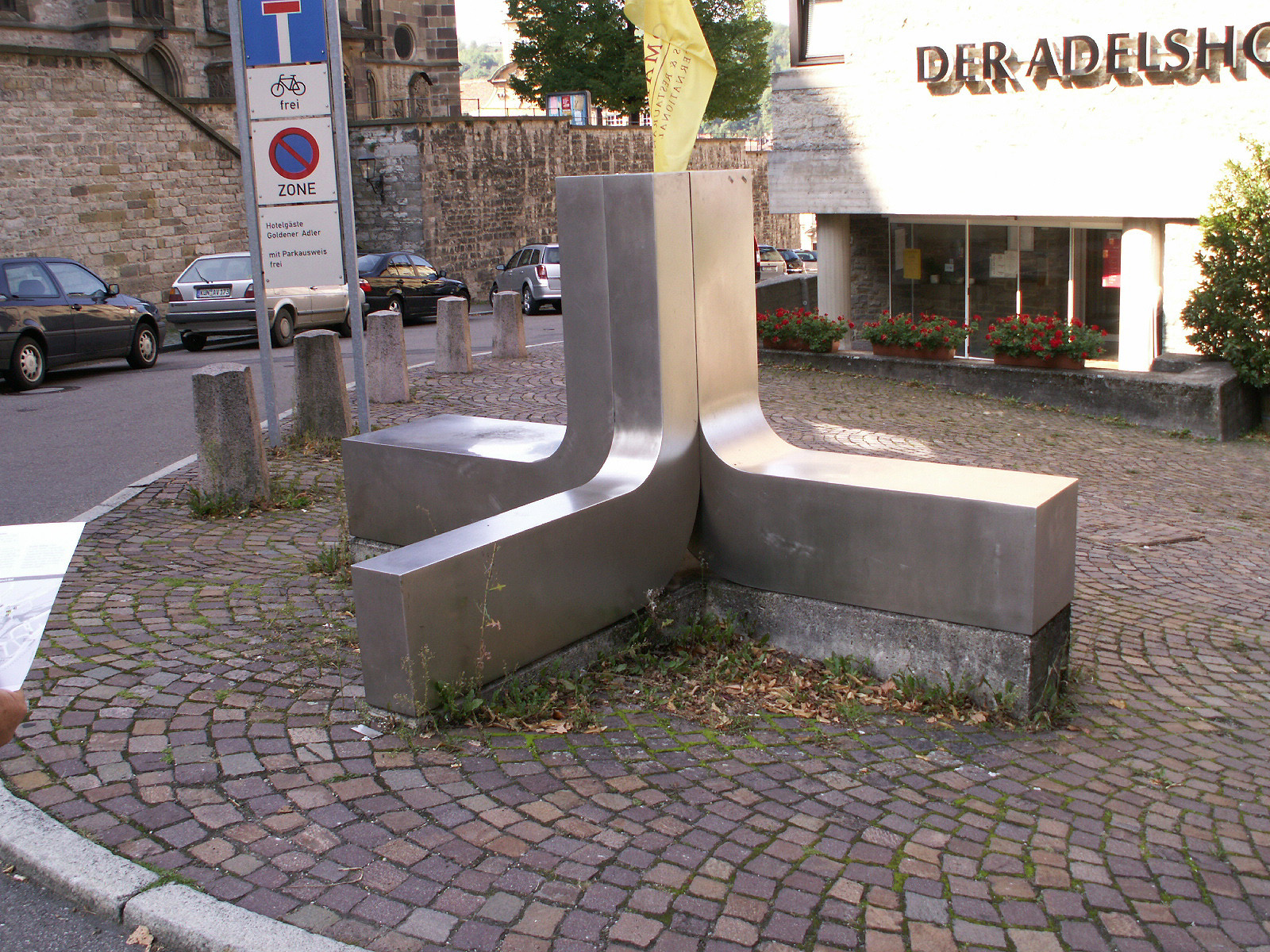
Ohne Titel, Schwäbisch Hall

Edgar Gutbub (* 11. September 1940 in Mannheim; † 28. Oktober 2017 in Wuppertal) war ein deutscher Bildhauer, Installationskünstler und Graphiker.

## Leben
Gutbub studierte von 1961 bis 1963 an der Freien Akademie in Mannheim und von 1963 bis 1969 Bildhauerei an der Hochschule für Bildende Künste in Berlin. 1972 gewann er den Villa-Romana-Preis für einen Aufenthalt in Florenz. Von 1975 bis 1976 erhielt ein Stipendium an der Cité Internationale des Arts in Paris, ein weiteres 1981 von der Hand Hollow Foundation von George Rickey und des Deutschen Akademischen Austauschdiensts (DAAD) in East Chatham im Bundesstaat New York.
1995 nahm Gutbub am Deutsch-Niederländischen Bildhauersymposion des Kunstvereins Aurich in Aurich, 2006 im Lehmbruck-Museum in Duisburg an der Ausstellung Das Jahrhundert moderner Skulptur und 2009 an der Kunsttriennale Ludwigsburg „Ausserdem“ in Ludwigsburg teil.
Er war Gastprofessor von 1990 bis 1991 an der Hochschule für Bildende Künste Braunschweig und von 1994 bis 1995 an der Hochschule für Gestaltung Offenbach in Offenbach am Main.
Gutbub war Mitglied im Deutschen Künstlerbund.
Seit 2008 lebte und arbeitete Gutbub in Wuppertal.
2009 wurde er in die Stiftung für Konkrete Kunst und Design Ingolstadt aufgenommen.

## Werk
Gutbubs Arbeiten, zumeist aus einfachen geometrischen Elementen aufgebaut, sind der konkreten Kunst zuzurechnen und zielen auf eine gesteigerte Wahrnehmung von Größe und Richtung.

„[...] eine gedämpfte Kraft der Beunruhigung, ein Herantasten an das Irreale, das als romantische Ader durch die kühlen Konstruktionen geht.“

### Arbeiten im Öffentlichen Raum (Auswahl)
- Schächte (1973), Leinfelden-Echterdingen
- Ohne Titel (1978), Edelstahl, 140 × 180 × 280 cm, Schwäbisch Hall (anlässlich der Landesgartenschau in Schwäbisch Hall 1982 aufgestellt)
- Dreierbeziehung (1984), Straße der Skulpturen bei Sankt Wendel
- Ohne Titel (1985), „Skulptur am Fort“ – Skulpturenpark am Kölner Festungsmuseum
- Brückenplastik 13 + 13a (1988), Schiedgrabenbrücke, Schwäbisch Hall. Metall / Edelstahl, zweiteilig
- Ohne Titel (1990), Institut für Verfahrenstechnik, Technische Universität München, Nordgelände Heßstraße
- Zwei gleich groß (1990), Bahnhofsvorplatz / Franz Etzel-Platz, Wesel. Edelstahl, Acrylfarbe, 220 cm hoch[8]
- Zweiteilige Skulptur (1991/93), Deutsche Botschaft in Helsinki
- Zwei gleichgroß (1994), Südgelände Universität Erlangen-Nürnberg in Erlangen
- Drei gleichgroß (ca. 1995), Technische Universität München, Campus Garching
- Zwei gleichgroß (1998), Otterndorf

## Fotogalerie

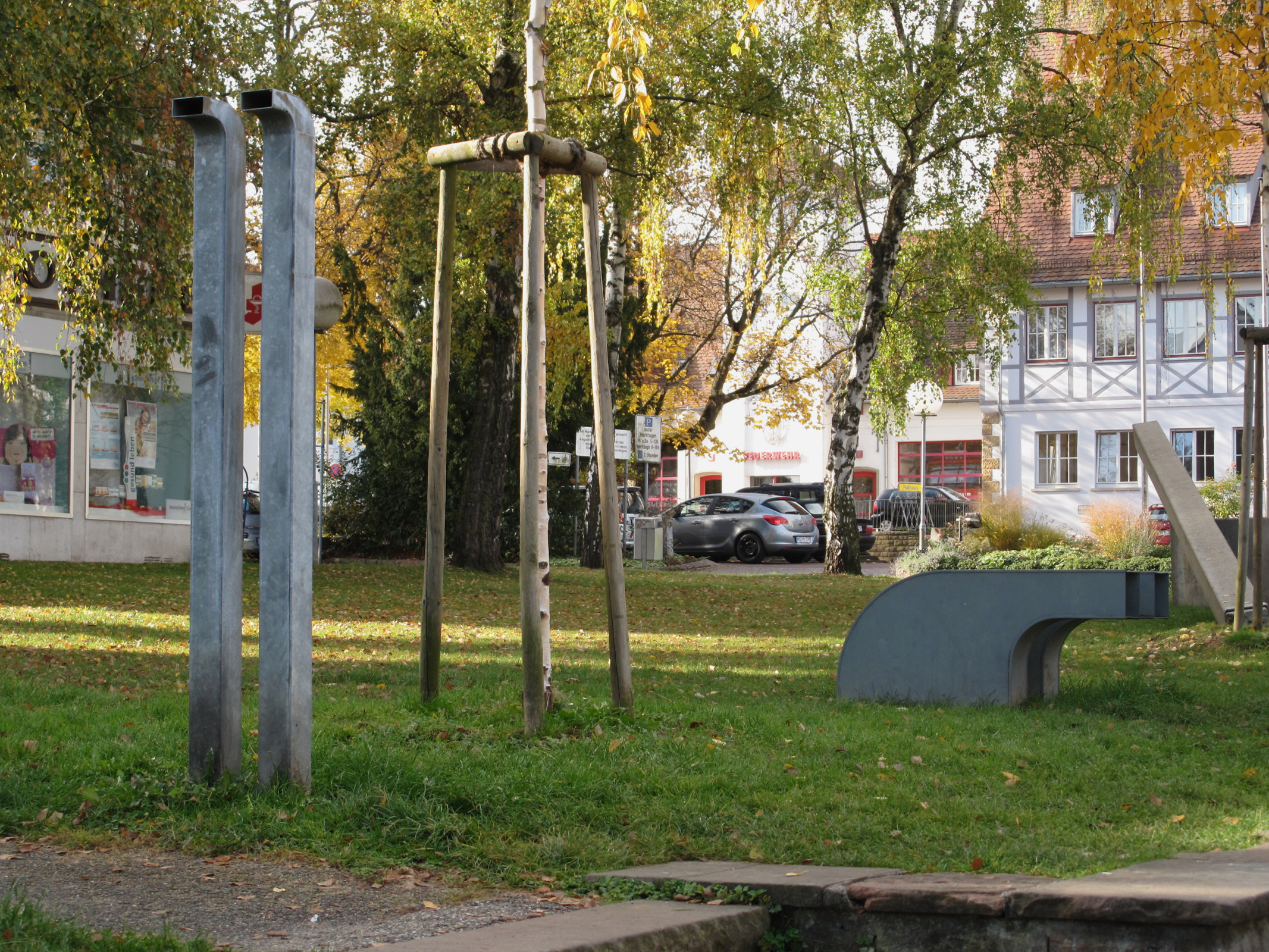
Schächte, Leinfelden-Echterdingen
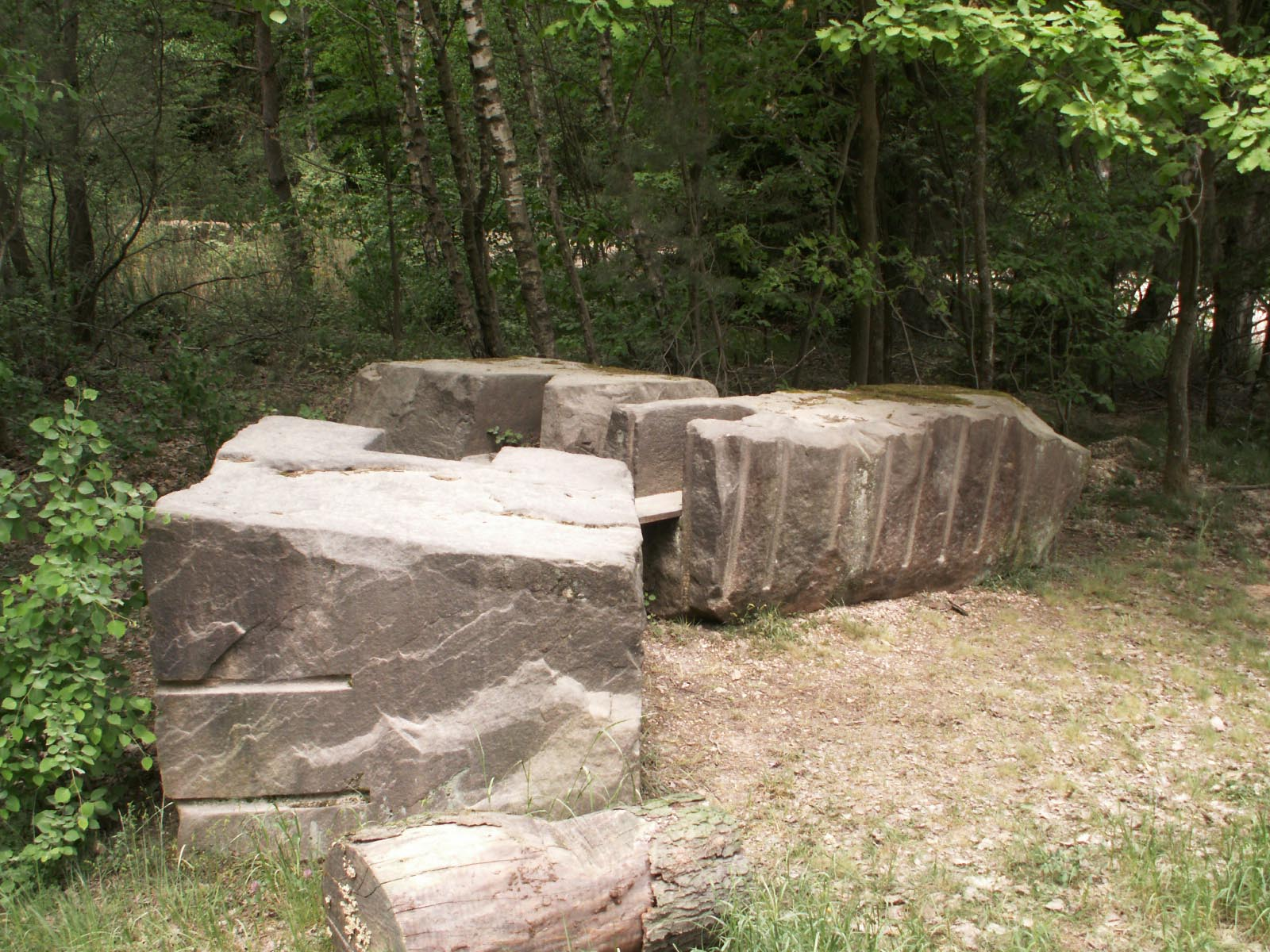
Dreierbeziehung, Sankt Wendel
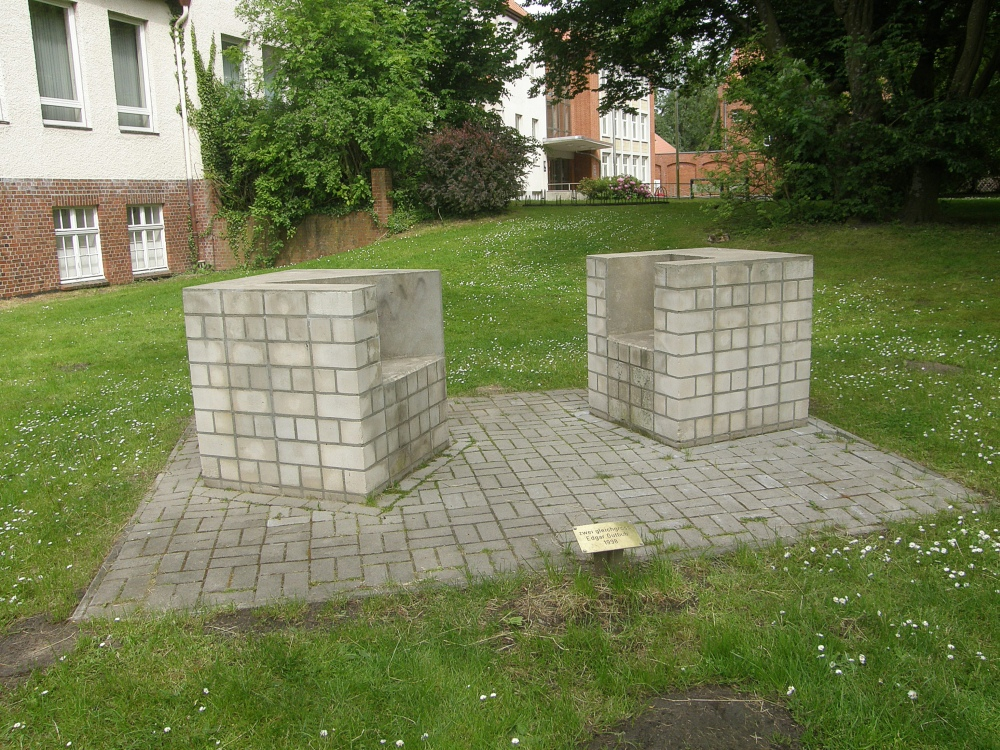
Zwei gleichgroß, Otterndorf
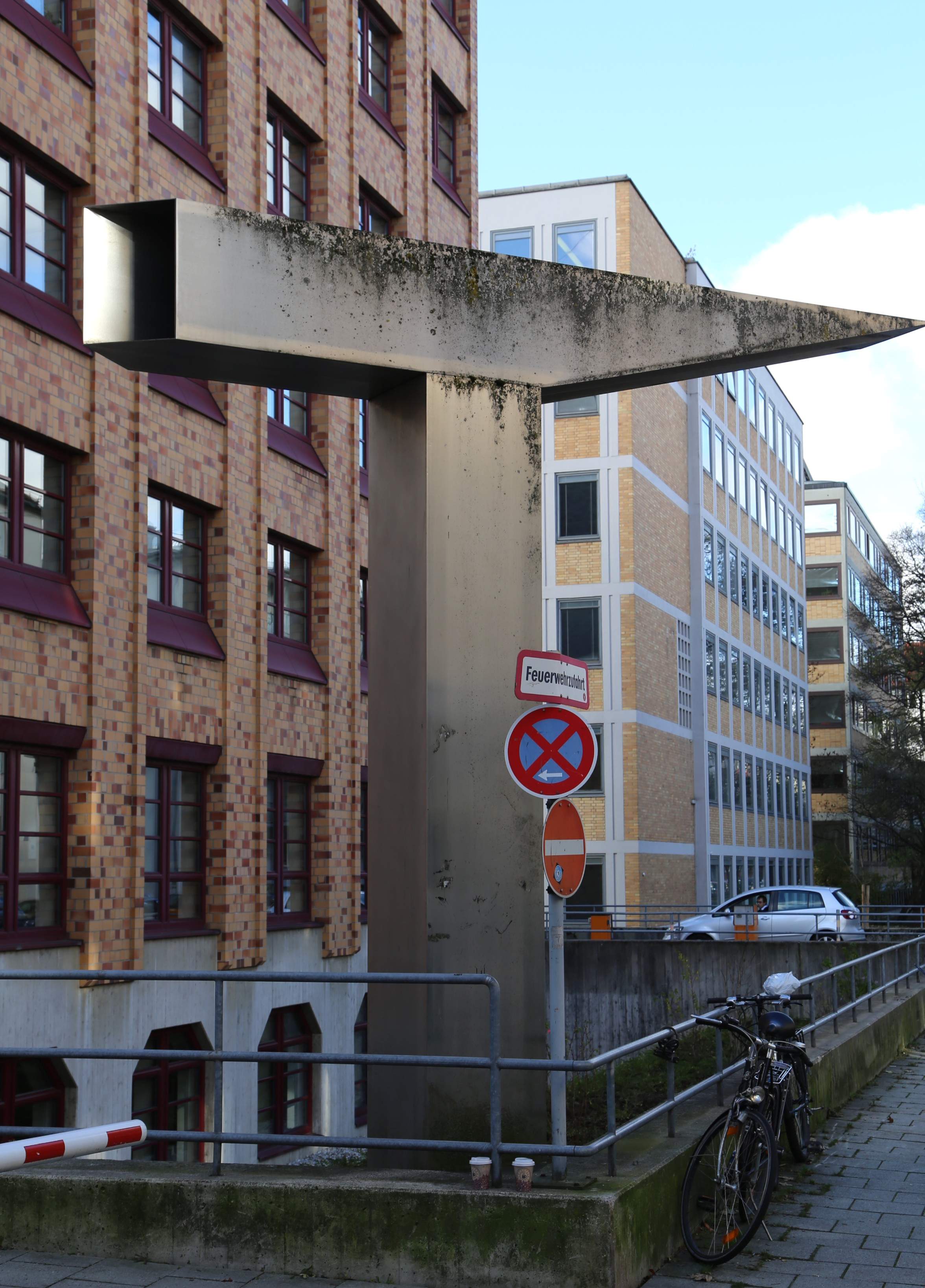
Ohne Titel, 1990, München
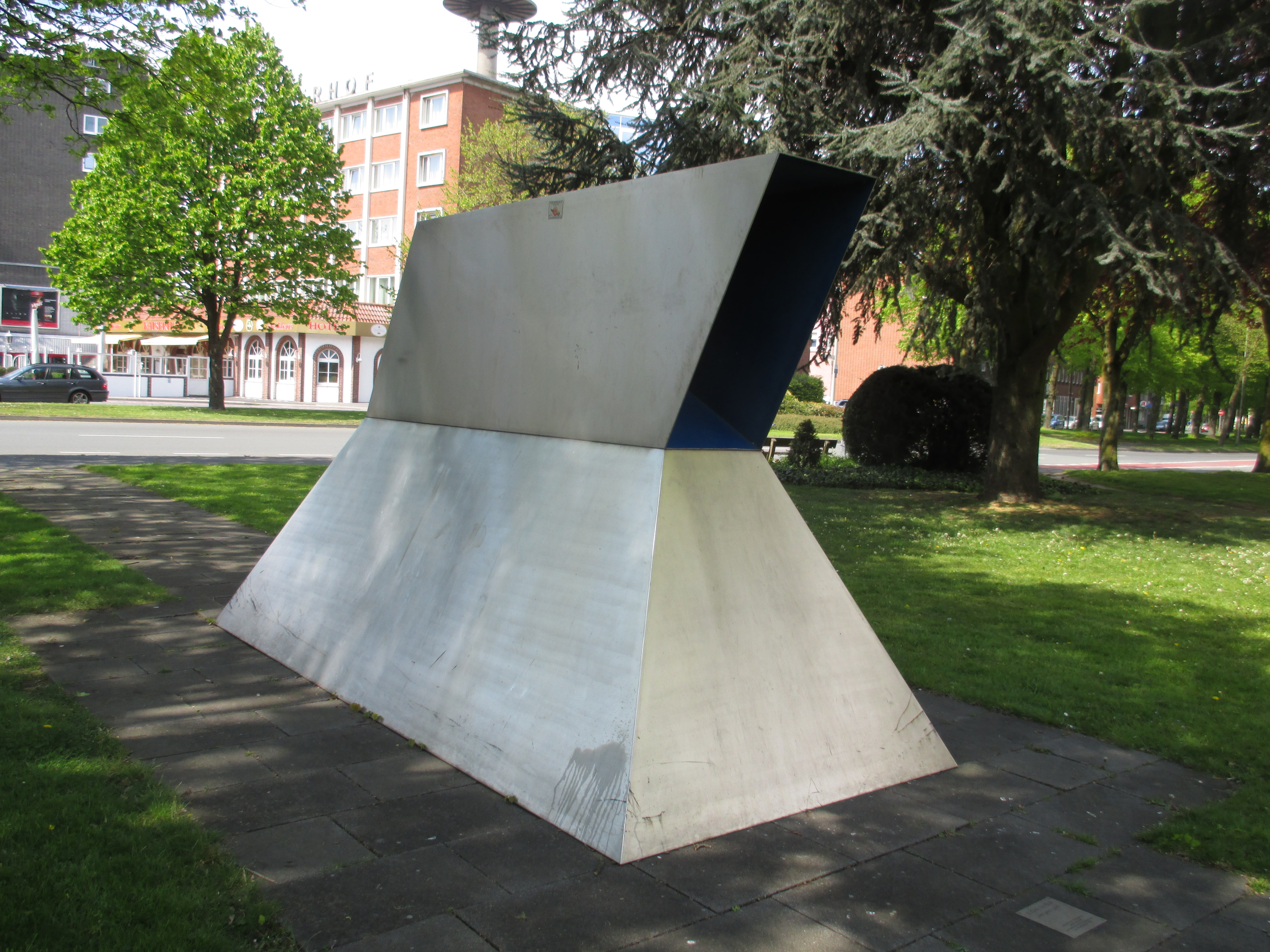
Zwei gleich groß (1990), Wesel